# ZSM-5

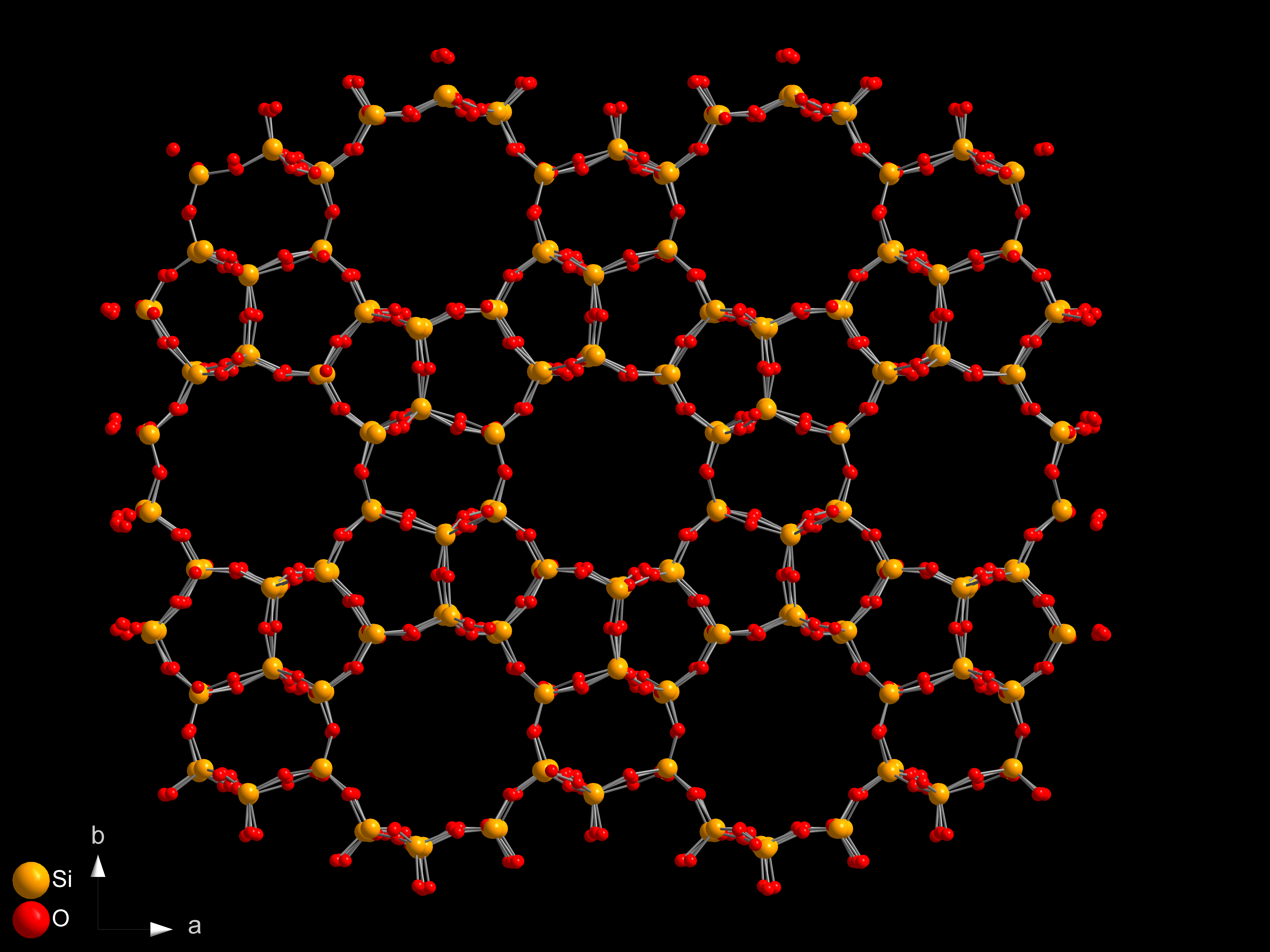
Молекулярная структура цеолита ZSM-5 с хорошо выраженными порами и каналами в цеолите. Жёлтыми шариками обозначены атомы кремния, а красными - кислорода.

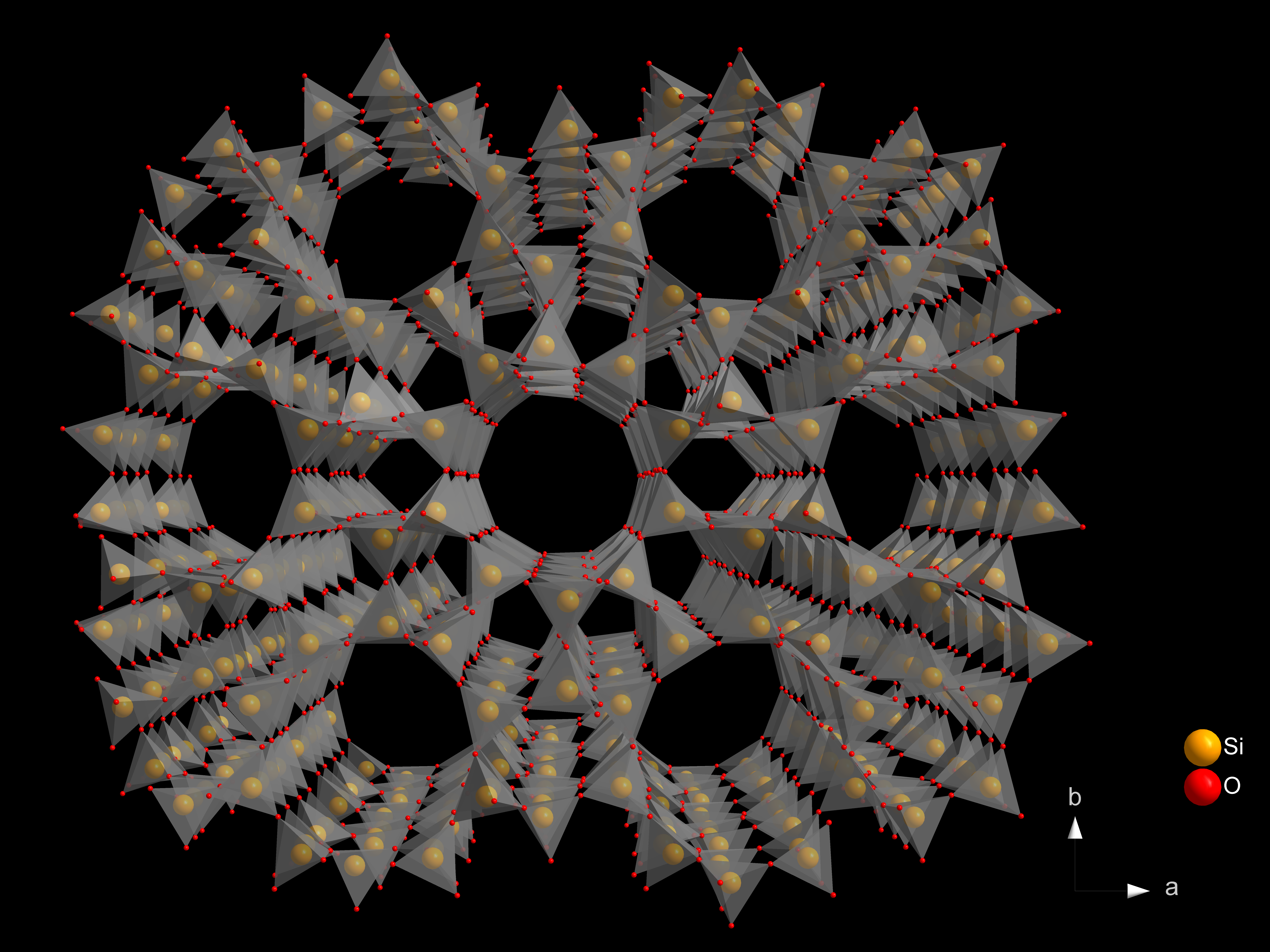
Структура цеолита ZSM-5 с указанием координационного тетраэдра.

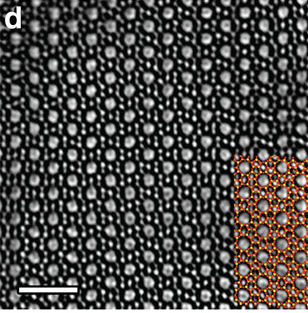
Электронная микроскопия цеолита MFI со структурной моделью, наложенной в правом нижнем углу.

ZSM-5 (Zeolite Socony Mobil–5) — алюмосиликат, цеолит, относящийся к пентасиловому семейству цеолитов. Его химическая формула NanAlnSi96–nO192·16H2O (0<n<27). 
Запатентованный компанией Mobil Oil в 1975 году, он широко используется в нефтяной промышленности в качестве гетерогенного катализатора реакций изомеризации углеводородов.

## Структура

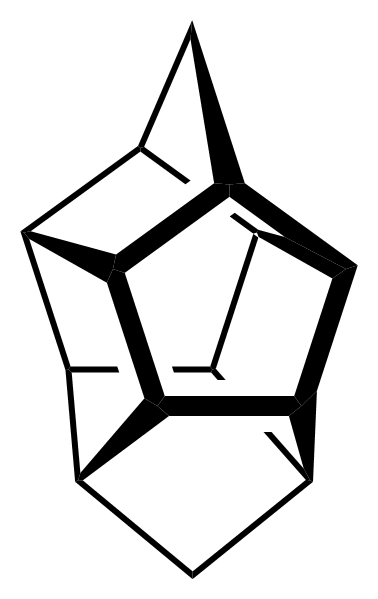
Пятигранный ZSM-5 (пентасил)

ZSM-5 состоит из нескольких единиц пентасила, связанных вместе кислородными мостиками с образованием цепочек пентасила. Единица пентасила состоит из восьми пятичленных колец. В этих кольцах вершинами являются Al или Si, и предполагается, что O связывает вершинамы. 
Цепочки пентасила соединены между собой кислородными мостиками и образуют гофрированные листы с 10 кольцевыми отверстиями. Подобно единицам пентасила, каждая 10-кольцевая дыра имеет Al или Si в качестве вершин с O, который, как предполагается, связывает каждую вершину. Каждый гофрированный лист соединён кислородными мостиками, образуя структуру с «прямыми 10-кольцевыми каналами, идущими параллельно гофрам, и синусоидальными 10-кольцевыми каналами, перпендикулярными листам».  
Соседние слои листов связаны точкой инверсии. Теоретический размер пор канала, идущего параллельно гофрам, составляет 5,4–5,6 Å.  Кристаллографическая элементарная ячейка ZSM-5 имеет 96 позиций T (Si или Al), 192 позиции O и ряд компенсирующих катионов в зависимости от отношения Si/Al, которое колеблется от 12 до бесконечности. 
Структура орторомбическая (пространственная группа Pnma) при высоких температурах, но фазовый переход в моноклинную пространственную группу P21/n.1.13 происходит при охлаждении ниже температуры перехода, находящейся между 300 и 350 K  .
Катализатор ZSM-5 был впервые синтезирован Аргауэром и Ландольтом в 1969 г. . Это цеолит со средними порами, каналы которого состоят из десятичленных колец. Синтез включает три различных раствора:
- Первый раствор является источником оксида алюминия, ионов натрия и гидроксид-ионов. В присутствии избытка основания оксид алюминия образует растворимые ионы Al(OH)4- .
- Второй раствор содержит катион тетрапропиламмония, который действует как темплатный агент.
- Третий раствор — это источник кремнезема, одного из основных строительных блоков каркасной структуры цеолита.

Смешивание трёх растворов даёт пересыщенный тетрапропиламмоний ZSM-5, который можно нагревать для перекристаллизации и получения твёрдого вещества.

## Предыстория
Пентасиловые цеолиты определяются типом их структуры и, более конкретно, их рентгеноструктурным анализом. ZSM-5 — торговое название пентасил-цеолита.
Ещё в 1967 году Аргауэр и Ландольт разработали параметры синтеза пентасиловых цеолитов, в частности те, которые относятся к следующим молярным соотношениям: OH-/SiO 2 = 0,07–10, SiO2/Al2O3 = 5–100, H2О/SiO 2 = 1–240. Однако по методу Аргауэра и Ландольта удавалось синтезировать достаточно однофазный цеолит ZSM-5 только в том случае, если использовались органические амины со структурообразующей функцией (т.е. темплатной функцией), такие как соединения тетрапропиленаммония. 
В последующих публикациях были найдены способы проведения синтеза пентасил-цеолитов без использования очень дорогих, токсичных и легко воспламеняющихся органических аминовых темплатов. В других публикациях были описаны заменители этих аминов. В дополнение к их дороговизне, токсичности и воспламеняемости такие амины нежелательны, поскольку они подвержены термическому разложению, которое может разрушить структуру цеолита. Позднее, были описаны модификации процесса Аргауэра и Ландольта, направленные на улучшение реакционной способности исходных материалов SiO2 и Al2O3 .

## Синтез
ZSM-5 представляет собой синтетический цеолит, близкий к ZSM-11. Есть много способов синтезировать ZSM-5; общий же метод синтеза заключается в следующем: 
Водный раствор кремнезёма, алюмината натрия, гидроксида натрия и бромида тетрапропиламмония смешивают в соответствующих соотношениях:
SiO2 + NaAlO2 + NaOH + N(CH2CH2CH3)4Br + H2O → ZSM-5 + анальцим + альфа-кварц
ZSM-5 обычно получают при высокой температуре и высоком давлении в автоклаве с тефлоновым покрытием, и его можно приготовить с использованием различных соотношений соединений, содержащих SiO2 и Al.

## Применение
ZSM-5 имеет высокое соотношение кремния и алюминия. Всякий раз, когда катион Al 3+ заменяет катион Si 4+, требуется дополнительный положительный заряд, чтобы материал оставался нейтральным по заряду. С протоном (H + ) в качестве катиона материал становится очень «кислым». Таким образом, кислотность пропорциональна содержанию Al. Достаточно регулярная трёхмерная структура и кислотность ZSM-5 могут быть использованы для катализируемых кислотой реакций, таких как изомеризация углеводородов и алкилирование углеводородов. 
Одной из таких реакций является изомеризация мета-ксилола в пара-ксилол . В порах цеолита ZSM-5 пара-ксилол имеет гораздо более высокий коэффициент диффузии, чем мета-ксилол. Когда реакция изомеризации протекает в порах ZSM-5, пара-ксилол может проходить вдоль пор цеолита, очень быстро диффундируя из катализатора. Эта селективность по размеру позволяет протекать реакции изомеризации быстрее и с высоким выходом.

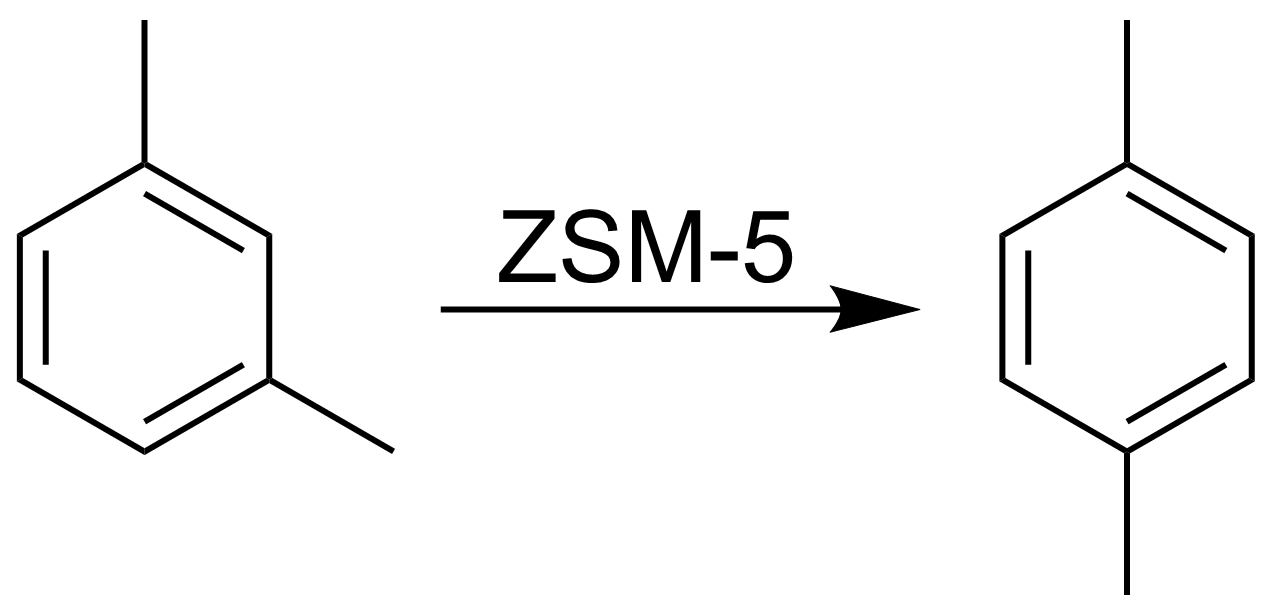
Изомеризация мета-ксилола в пара-ксилол при прохождении через катализатор ZSM-5.

ZSM-5 использовался в качестве материала носителя для катализа. В одном из таких примеров на цеолит наносят медь и пропускают через него поток паров этанола при температуре от 240 до 320°C, который вызывает окисление этанола до ацетальдегида; два атома водорода теряются этанолом в виде газообразного водорода. Похоже, что определённый размер пор ZSM-5 способствует этому процессу, который также работает для других спиртов и окислений. Медь иногда комбинируют с другими металлами, такими как хром, для улучшения селективности продуктов, поскольку их может быть несколько. Уксусная кислота является примером одного из возможных побочных продуктов горячего окисления меди.
ZSM-5 также используется для прямого преобразования спиртов в бензин. Один из таких процессов известен как процесс превращения метанола в бензин (MTG), запатентованный компанией Mobil.